# Умтул
Умтул (каз. Ұмтыл) — село в Каратальском районе Жетысуской области Казахстана. Входит в состав Балпыкского сельского округа. Код КАТО — 195033400.

## Население
В 1999 году население села составляло 188 человек (97 мужчин и 91 женщина). По данным переписи 2009 года, в селе проживало 216 человек (117 мужчин и 99 женщин).